# 마쓰다 CX-60
마쓰다 CX-60(영어: Mazda CX-60)은 일본 자동차 제조사 마쓰다에서 2022년부터 생산 중인 중형 크로스오버 SUV이다. 마쓰다의 후륜구동 및 전륜구동 Skyactiv 멀티 솔루션 확장 가능한 아키텍처를 사용하는 최초의 차량으로 종방향 엔진 레이아웃이 포함되어 있다. 또한 플러그인 하이브리드 옵션이 적용된 최초의 마쓰다의 차종이기도 하다.